# モンシロチョウ
モンシロチョウ（紋白蝶、学名：Pieris rapae）は、シロチョウ科に分類されるチョウの一種。畑などの身近な環境でよく見られるチョウである。比較的採取しやすいため、アゲハチョウの仲間やカイコなどと並び、チョウ目（鱗翅目）昆虫の生態や生活環を学習する教材としてもよく活用される。

## 特徴
前翅の長さは3cmほど。翅は白いが、前翅と後翅の前縁が灰黒色で、さらに前翅の中央には灰黒色の斑点が2つある。和名はこの斑点を紋に見立てたもの。また、春に発生する成虫は夏に発生する成虫よりも白っぽくなっている。
オスとメスを比較すると、オスは前翅の黒い部分が小さく、全体的に黄色っぽい。メスは前翅の黒い部分が多く、前翅のつけ根が灰色をしている。なお、翅にブラックライトを当てると、メスの翅が白く、オスの翅が黒く見えるため、オスメスの区別がよりはっきりする。紫外線は人間には見えないが、モンシロチョウには見えると考えられていて、モンシロチョウはこの色の違いでオスメスの判別をしているとみられる。
全世界の温帯、亜寒帯に広く分布する。広い分布域の中でいくつかの亜種に分かれており、そのうち日本に分布するのは亜種 P. r. crucivora とされている。幼虫の食草は、キャベツ・ハクサイ・ブロッコリーなどのアブラナ科植物で、農業では害虫とされ防除の対象である。
モンシロチョウは葉菜類の栽培に伴って分布を広げてきた。日浦勇によれば、日本のモンシロチョウは江戸時代以前に外国から渡来したと考えられ、経緯としてはアブラナ科野菜と共に中国などから船で運ばれた、自力で海をわたって飛んできたなどの可能性があるとしている。また小西正泰によれば、日本での初記録は1760年前後に作成された熊本藩主・細川重賢の虫譜であるとしている。
北アメリカでは、1860年頃カナダのケベック州に移入され、現在では北はカナダ・アラスカ南部から南はメキシコ北部まで分布する。分布域を広げるためか、まれに大群を作って移動することがある。
日本では、成虫が3月頃から10月頃まで長い期間にわたって見られ、年に4-5回ほど発生するが、発生する時期や回数は地域によって異なる。北海道の一部のように寒冷な地域では年に2回ほどしか発生しないが、温暖な地域では年に7回発生することもある。蛹で越冬する。
ふ化した時は自分の卵の殻を、脱皮した時はその皮を食べる。

## 生活環

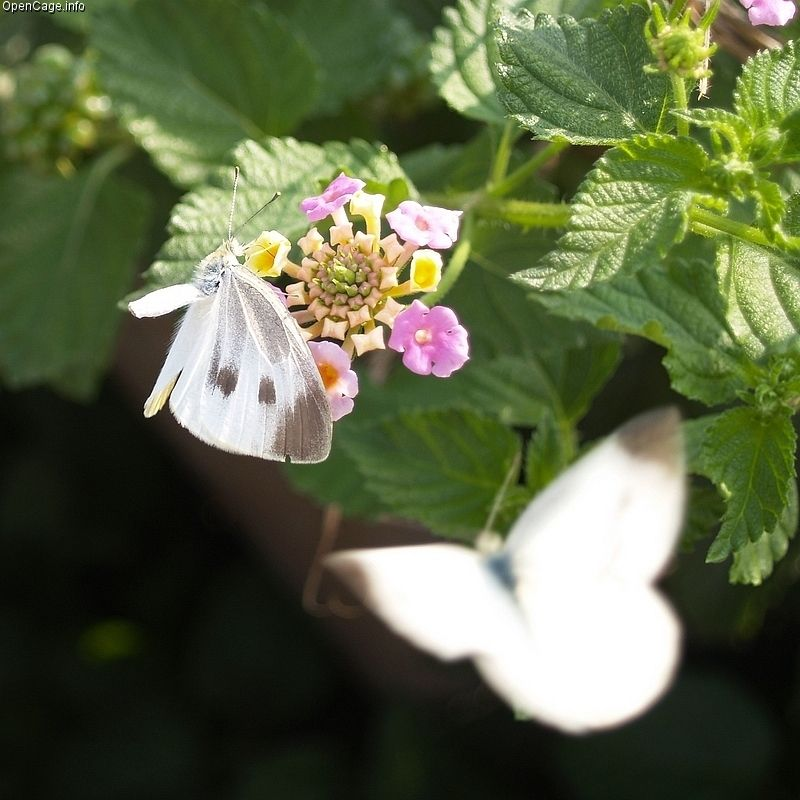
交尾拒否姿勢を取るメス（左）

モンシロチョウのオスはメスを見つけると追いかけて交尾を行う。モンシロチョウを観察すると2匹-数匹が固まって飛んでいるのがよく見かけられるが、これは1匹のメスを複数のオスが追いかけてる場合が多い。メスが草花などに止まるとこれらのオスが交尾しようと近寄る。ただしメスがすでに交尾済みの場合、メスは翅を開いて腹部を高く突き出し、交尾拒否姿勢をとる。
交尾の終わったメスはキャベツなどのアブラナ科植物にやって来て、葉の裏で腹部を曲げ、1個ずつ産卵する。卵は黄色で、長さ1mmほどのびんのような形をしている。
卵は1週間ほどで孵化（ふか）する。卵の殻を内側からかじって幼虫が姿を現すが、孵化したばかりの幼虫は黄色で短い毛が体の各所に生えており、アオムシというよりケムシに近い。孵化した幼虫はしばらく卵の横で休息し食事に移るが、最初の食べ物は葉ではなく自分の入っていた卵の殻である。卵の殻は蛋白質に富んでおり、最初の栄養分となる。葉を食べはじめた幼虫は体色も緑色になり、アオムシとなる。
孵化後蛹になるまでの期間は暖かい時期には約2週間であり、その間に4回脱皮し、体長4cmほどに成長する。蛹になる直前の幼虫はせわしなく動き回り、蛹になるために適した場所を探す。適した場所を見つけると壁面に糸の塊を吐き、そこに上向きになって尾部をくっつける。さらに頭部を背中側に反らせながら胸部を固定する糸の帯を吐き、体を固定した後に脱皮して蛹になる。
越冬世代は数ヶ月ほど蛹のままで過ごすが、暖かい時期は1週間ほどでも羽化する。羽化が近くなると蛹は黄色っぽくなり、皮膚越しに成虫の模様が浮かぶ。
羽化はたいてい朝方に行われる。蛹の頭部と胸部の境界付近から皮膚が割れて成虫が顔を出し、蛹の殻からはい出てくる。成虫は縮んだ翅に体液を送りこんで翅を伸ばし、体が乾くと飛びたつ。成虫の期間は2-3週間ほどで、この間に交尾・産卵を行う。

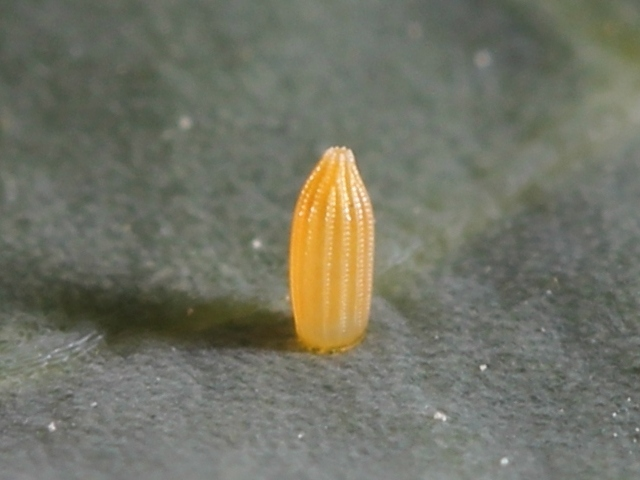
卵
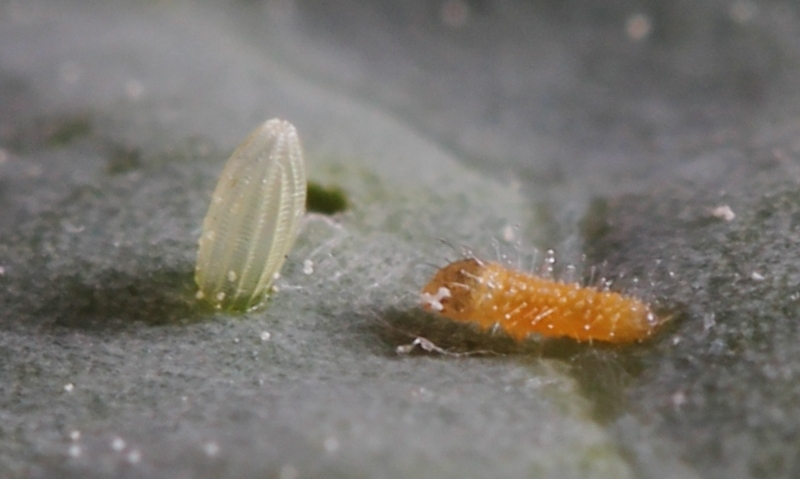
孵化した幼虫
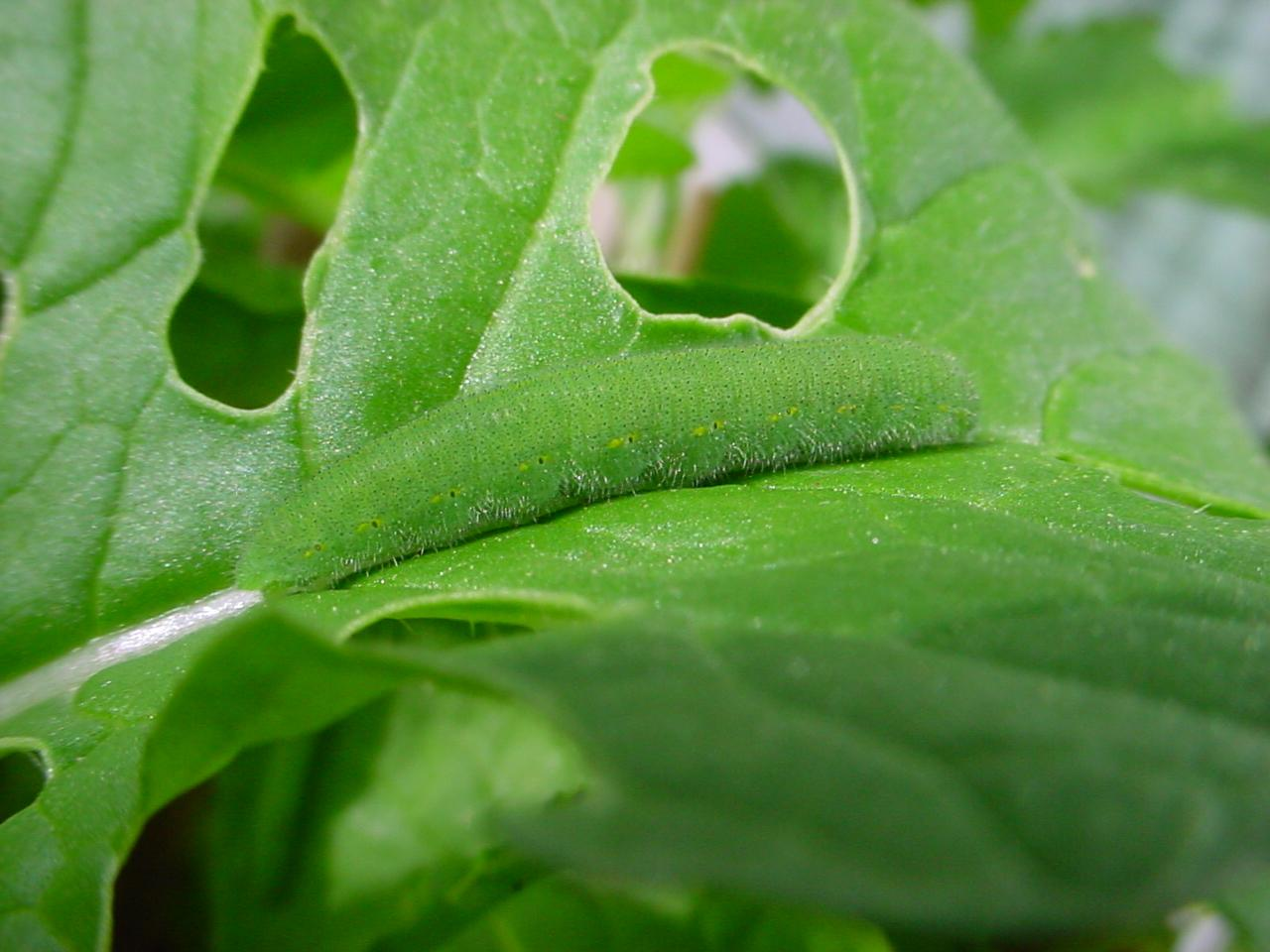
幼虫
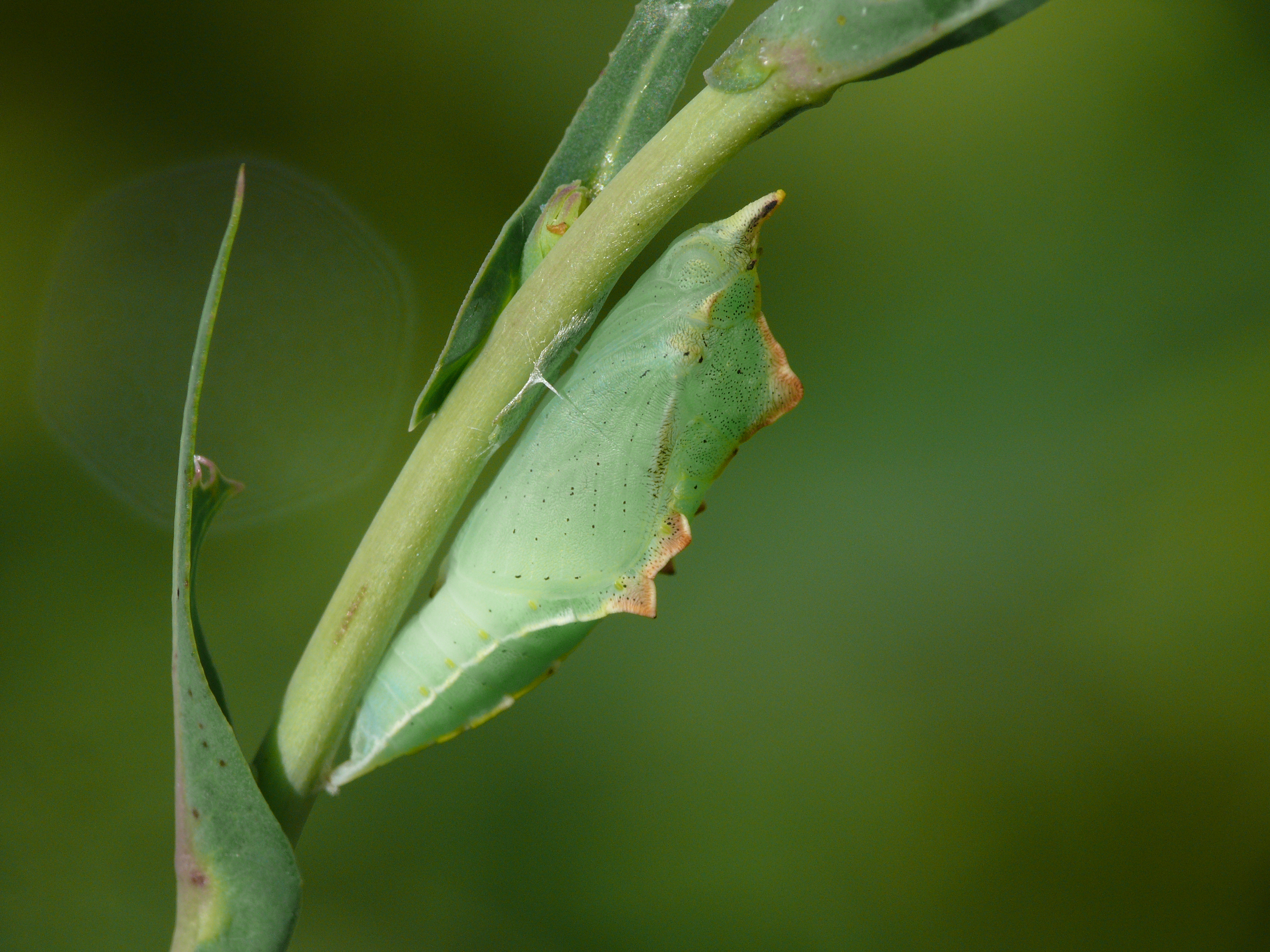
蛹。頭を上にして、胸の帯糸と尾部のカギで体を固定している
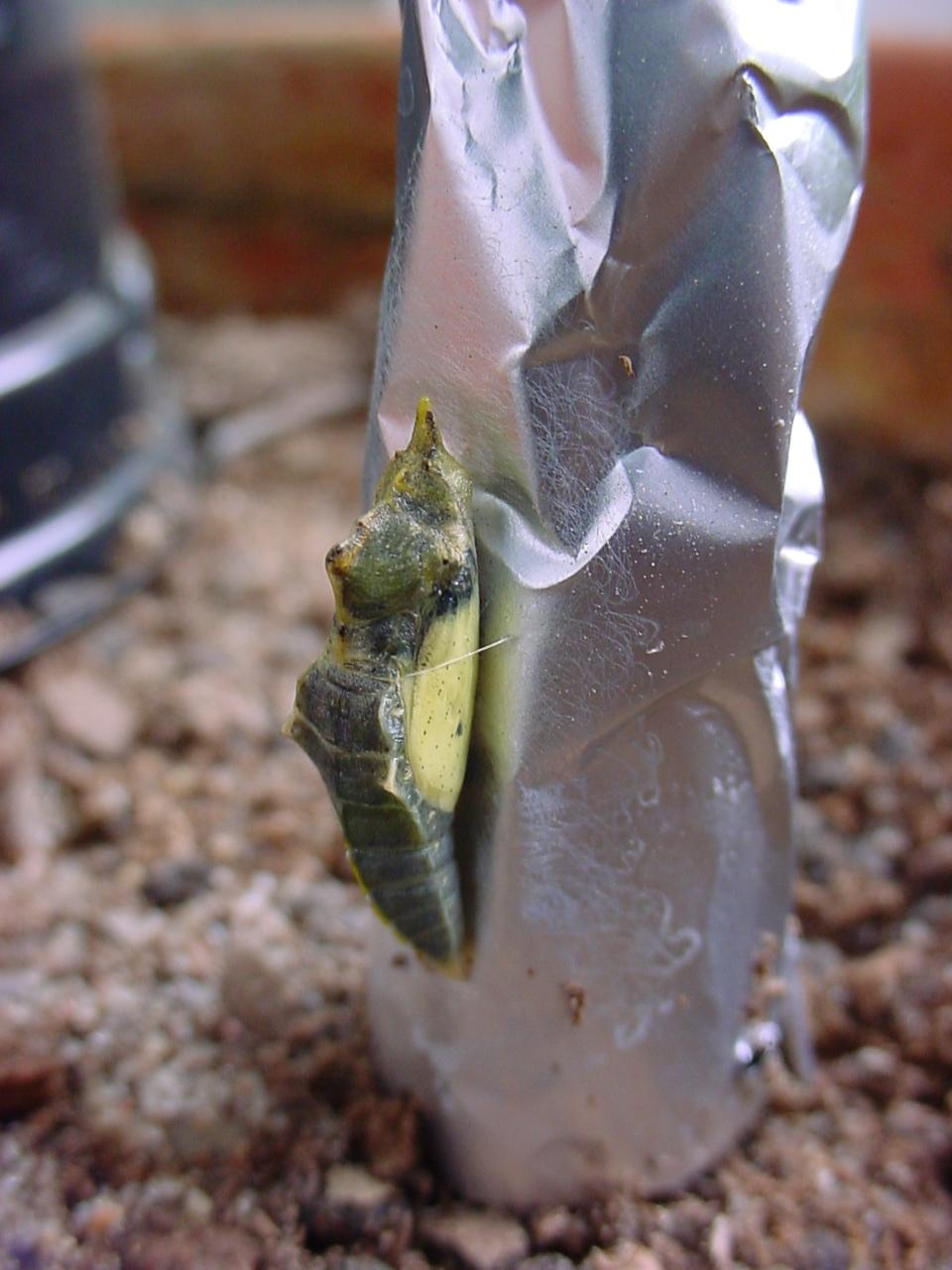
羽化間近の蛹。成虫の模様が透けて見える
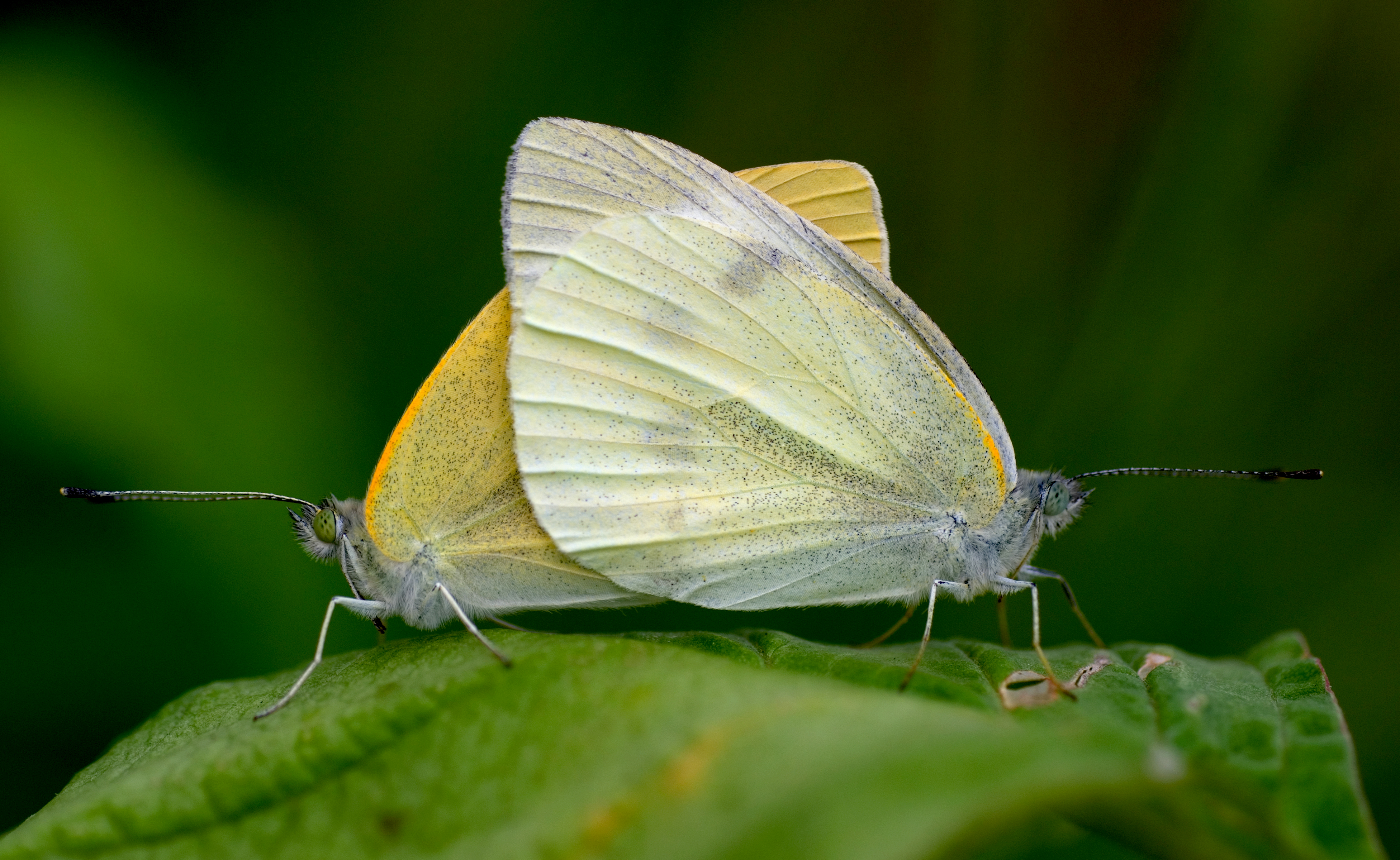
交尾

## 天敵
モンシロチョウの幼虫は緑色の体色が保護色になるとはいえ、鳥類やアシナガバチなどに捕食される。アブラナ科農作物の葉を食べることから人間にとっては害虫となり、放置すれば葉が葉脈だけになるので、農薬（殺虫剤）で防除される。一部がかじられた野菜は、有機農業の目印として見られることもある。成虫の天敵は、鳥類、カマキリ、トンボなどである。

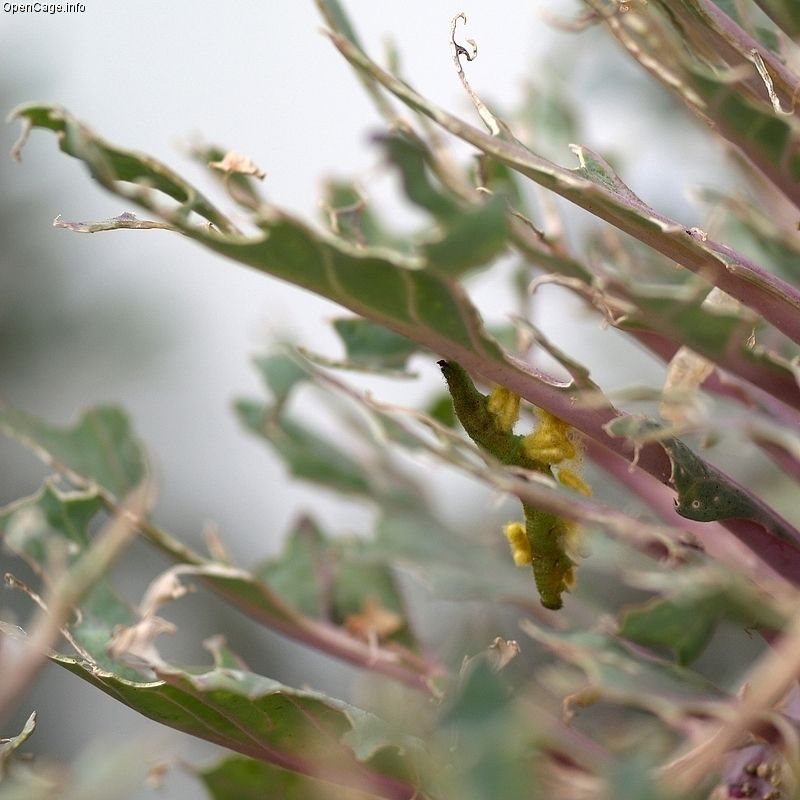
寄生され繭が出現した幼虫

また、幼虫に寄生する寄生バチとしてアオムシコマユバチ（アオムシサムライコマユバチともいう。学名：Apanteles glomeratus）が知られる。体長3mmほどの小さな黒いハチで、モンシロチョウの幼虫に産卵する。孵化したハチの幼虫は半透明の蛆虫状で、モンシロチョウの幼虫の体内に入りこみ、体の組織を食べて成長する。成長したハチの幼虫は一斉にモンシロチョウの幼虫の皮膚を食い破って外に姿を現し、糸を吐いて黄色の繭を作って蛹になる。体内の組織を食い尽くされたモンシロチョウの幼虫は死んでしまう。このアオムシコマユバチは野生状態では半数以上のモンシロチョウの幼虫に寄生しており、モンシロチョウが増えすぎるのを抑える有力な要因となっている。モンシロチョウを飼育する時は、飼育容器にガーゼを張るなどハチの寄生を予防する配慮が必要となる。
寄生バエとしては、カイコノウジバエやブランコヤドリバエなどがいる。これは幼虫の食草にハエが産卵し、それを幼虫が食草と共に食べることによる寄生方法である。消化管に入った卵は孵化してウジとなり徐々に幼虫の体を蝕んでゆく。ウジが終令幼虫になると、宿主の体を破って這い出てサナギとなる。ウジが終令幼虫になった頃には既にモンシロチョウの幼虫は死んでおり、つつくとウジが体内でうごめいているのがわかる。アオムシコマユバチと違って葉に産卵するので、モンシロチョウの幼虫に飼育下で野生の食草を与える限り防ぎきれないものである。

## 近縁種
モンシロチョウ属（Pieris）のチョウは他にもいる。これらの食草はナズナやイヌガラシなどの野生のアブラナ科植物である。
オオモンシロチョウ Pieris brassicae
モンシロチョウに比べて大きい。日本国内の分布範囲を広げている。
タイワンモンシロチョウ Pieris canidia
前翅の長さは2.5cmほど。モンシロチョウに似ているがやや小型で、オスメスとも後翅のへりに黒い点が3-4個あらわれる。朝鮮半島、中国、台湾に分布するが、日本国内では対馬と八重山諸島だけに分布する。
スジグロシロチョウ Pieris melete
前翅の長さは3cmほど。和名のとおり翅に通った翅脈（しみゃく）が黒く目立つ。前翅斑紋はやや四角形をしている。メスがオスよりも大きく、オスは独特の匂いを出す。中国と朝鮮半島、日本国内では北海道から屋久島まで分布するが、モンシロチョウと違って、人里からやや離れたところに多い。タネツケバナやハタザオなどを食草とするがイヌガラシなどの帰化植物も利用する。
エゾスジグロシロチョウ Pieris napi
前翅の長さは2.5-3cmほど。前翅の斑紋がやや丸いが他はスジグロシロチョウによく似ている。オスがメスより大きい。ヨーロッパや中国に分布し、日本でも全国に分布するが、近畿以西は標高の高い山地に生息する。北米の亜種 Pieris napi oleracea（Mustard White）は別種とされることもある。主にハタザオ類を食草とする。

## ギャラリー

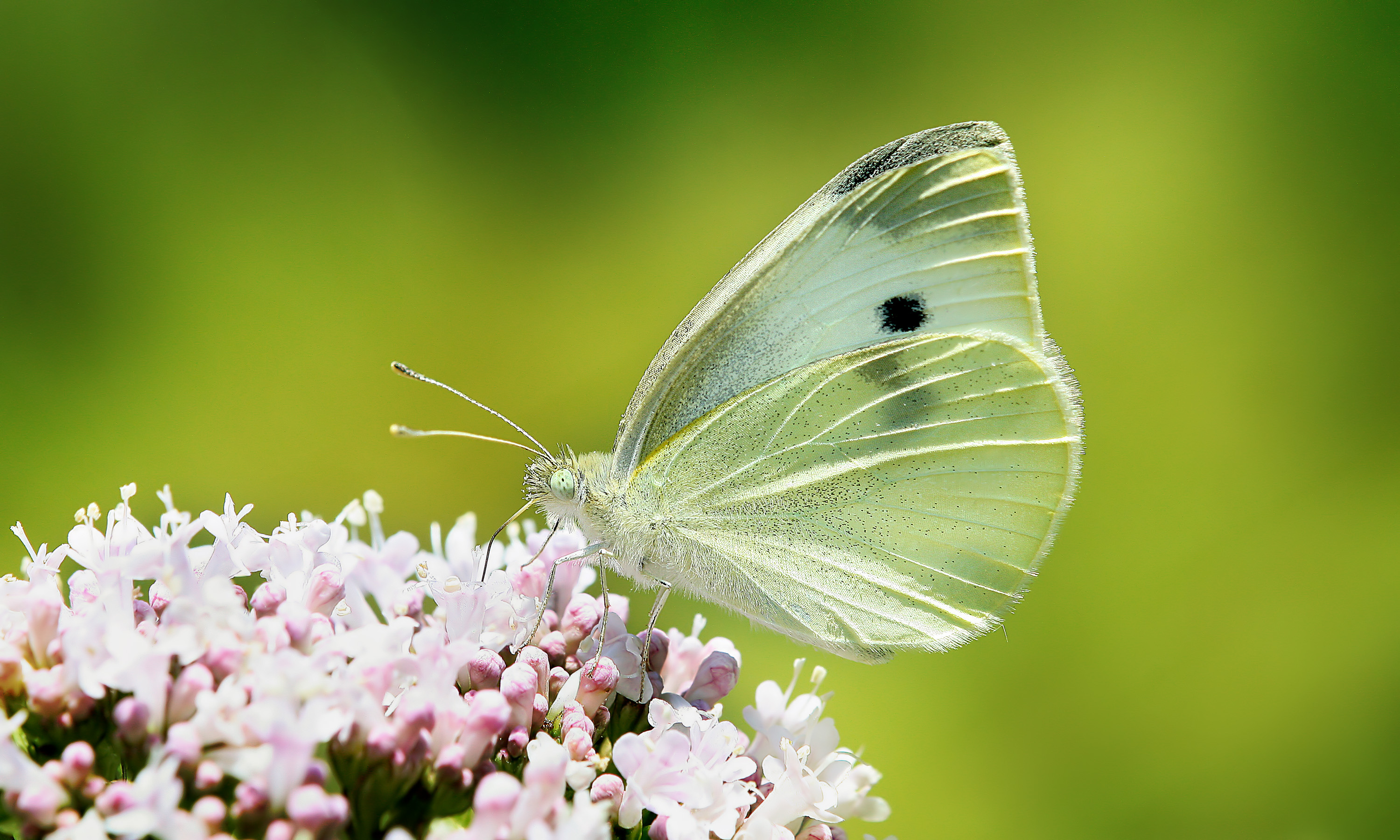
全身
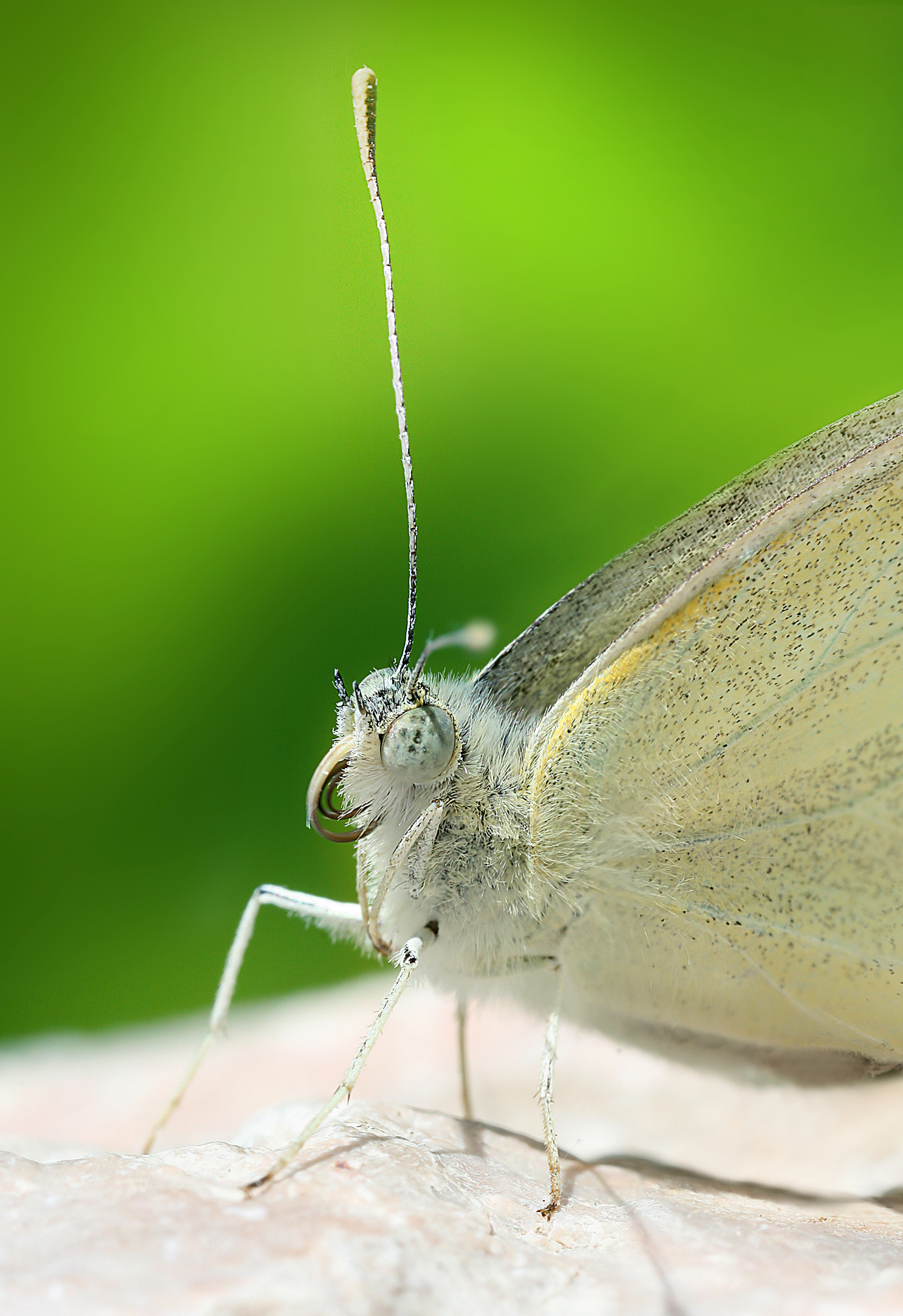
頭部
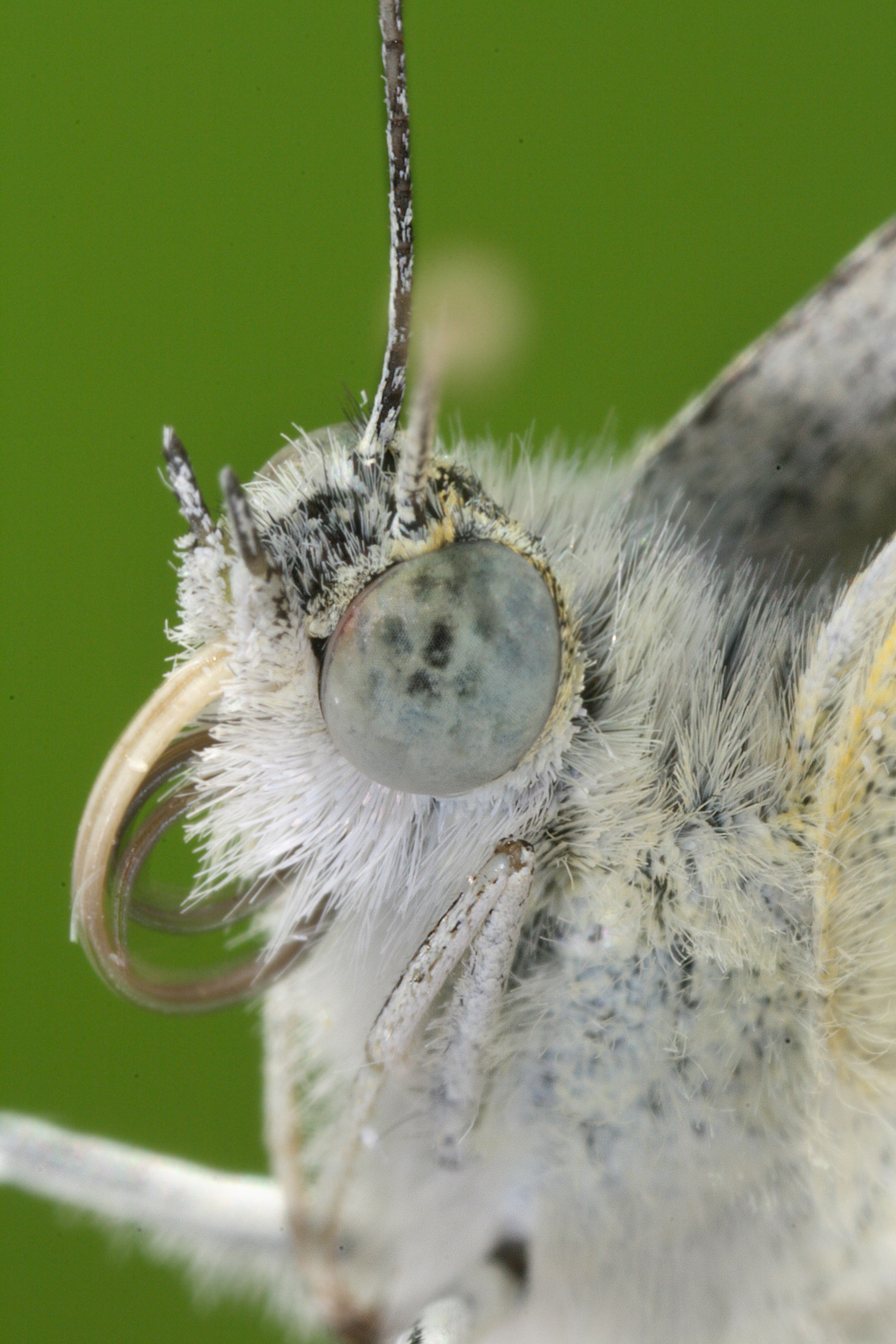
頭部の拡大
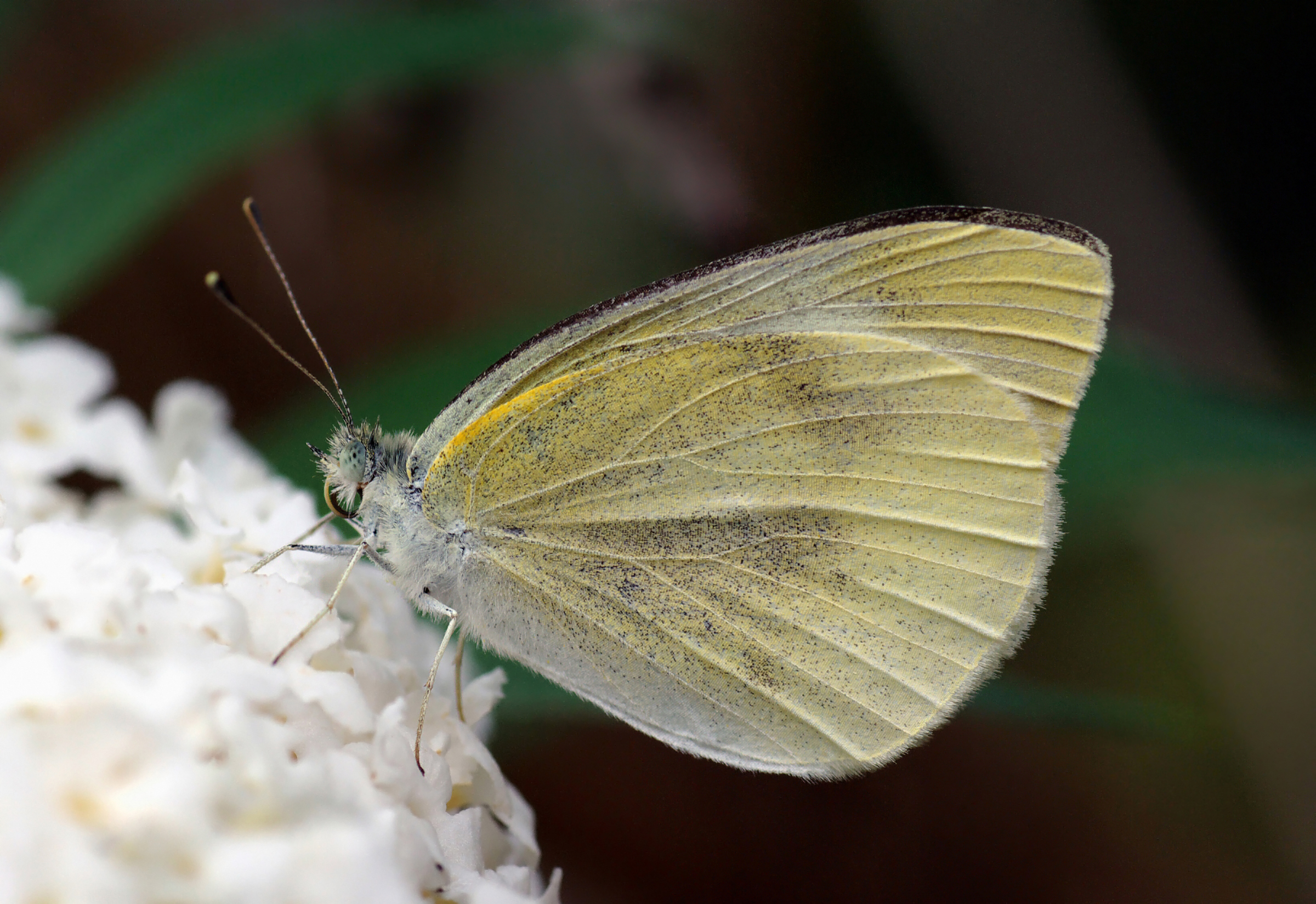
撮影日：2007-11-04 撮影場所：大阪市 色の個体差：ノート